# Stone Temple Pilots (альбом, 2018)
Stone Temple Pilots — сьомий студійний альбом рок-гурту Stone Temple Pilots, що вийшов у 2018 році.

## Історія створення
Сьомий студійний альбом рок-гурту з Сан-Дієго було названо так само як і попередній лонгплей, що вийшов восьма роками раніше — Stone Temple Pilots. За цей час відбулось багато драматичних подій. Платівка 2010 року стала останньою, записаною з незмінним фронтменом Скоттом Вейландом. Через три роки його було звільнено через непередбачуваність та постійні конфлікти з іншими музикантами. На зміну Вейланду у 2013 році прийшов фронтмен Linkin Park Честер Беннінгтон. В оновленому складі гурт існував з 2013 по 2015 роки, випустив мініальбом High Rise, але врешті решт Беннінгтон пішов, зосередившись на кар'єрі з Linkin Park. Наприкінці 2015 року Вейланд пішов з життя через передозування наркотиків, а у 2017 Беннінгтон скоїв самогубство.
Залишившись без вокаліста, тріо засновників Stone Temple Pilots — Дін Делео (гітара), Роберт Делео (бас-гітара) та Ерік Крец (барабани) — почали пошуки нового фронтмена. Кінець кінцем вони обрали Джефа Ґутта, відомого по участі в американському реаліті-шоу X-Factor, головним чином через схожість голосів Гутта та Вейланда. У 2017 році гурт повернувся до концертних виступів, а у 2018 році записав новий альбом, який попри офіційну назву Stone Temple Pilots дехто називав просто 2018.

## Критичні відгуки
В музичному каталозі AllMusic відзначили, що платівка стала бенефісом братів Делео, які тепер могли видавати власну музику без сперечань із харизматичним фронтменом, а також самостійно продюсувати власні записи. На думку Стівена Томаса Ерлвайна, альбом відкрив можливість розпочати черговий етап кар'єри Stone Temple Pilots, який музично схожий на попередні, але є «більш яскравим та більш розслабленим».
На сайті Consequence альбом назвали не дуже вдалою спробою STP «знайти себе без Скотта Вейланда». Тайлер Кларк порівняв Ґутта навіть не з Вейландом, а з Екслом Роузом, а найбільш цікавими фрагментами альбому назвав паверпоп-балади, не дуже типові для гурту. З іншого боку, на його думку, більшість пісень видалась безбарвними: непоганими, але не дуже потрібними. Кларк підкреслив, що для багатьох слухачів Stone Temple Pilots вмерли разом зі смертю Вейланда, а цю платівку неможливо назвати повноцінним поверненням, хіба що «вступом, який можна і пропустити».
Келлан Міллер (Drowned in Sound) оцінив платівку на сім балів з десяти, відзначивши, що гурт відмовляється від значних експериментів з новим фронтменом і дотримується перевіреного роками стилю, проте не збирається зупинятись на досягненому.
На сайті PopMatters альбом оцінили на п'ять балів з десяти, назвавши «поверненням до основ». Кріс Конатон зауважив, що Stone Temple Pilots пішли по шляху INXS та Queen, які знайшли заміну фронтменам завдяки телевізійним вокальним змаганням. На його думку, основною метою музикантів було представлення нового вокаліста, а не скорення музичних чартів та багатомільйонні продажі.

В журналі Record Collector звернули увагу, що попри своє походження та відношення до гранджу та альтернативного року дев'яностих, Stone Temple Pilots видали досить «попсовий» альбом з привабливими мелодіями. Оглядач порівняв їхні пісні з творчістю Alter Bridge, Stone Sour і Velvet Revolver, назвавши типовою гітарною музикою десятиріччя, «дуже відшліфованою, хоча й не складною».

## Список пісень
Автор музики і слів Stone Temple Pilots. 
| #     | Назва                   | Тривалість |
| ----- | ----------------------- | ---------- |
| 1.    | «Middle of Nowhere»     | 3:40       |
| 2.    | «Guilty»                | 3:14       |
| 3.    | «Meadow»                | 3:28       |
| 4.    | «Just a Little Lie»     | 4:00       |
| 5.    | «Six Eight»             | 3:32       |
| 6.    | «Thought She'd Be Mine» | 5:30       |
| 7.    | «Roll Me Under»         | 3:45       |
| 8.    | «Never Enough»          | 3:46       |
| 9.    | «The Art of Letting Go» | 4:35       |
| 10.   | «Finest Hour»           | 4:10       |
| 11.   | «Good Shoes»            | 3:38       |
| 12.   | «Reds & Blues»          | 5:00       |
| 48:18 |                         |            |

## Учасники запису
| Stone Temple Pilots - Джеф Ґутт — вокал, бек-вокал - Дін Делео — гітара, продакшн - Роберт Делео — бас, бек-вокал, продакшн - Ерік Крец — ударні, перкусія | Додатковий персонал - Раян Вільямс — звукозапис, інженерія - Расс Фаулер — інженерія - Кен Ендрюс — зведення - Дейв Кулі — майстеринг - Ганс Брюхле — обкладинка - Мішель Шиєрс — фотографія |

## Місця в хіт-парадах
| Чарт (2018)                                  | Найвища позиція |
| -------------------------------------------- | --------------- |
| Австралія Australian Albums (ARIA)           | 38              |
| Бельгія Belgian Albums (Ultratop Flanders)   | 105             |
| Бельгія Belgian Albums (Ultratop Wallonia)   | 155             |
| Канада Canadian Albums (Billboard)           | 36              |
| Німеччина German Albums (Offizielle Top 100) | 94              |
| Японія Japanese Albums (Oricon)              | 105             |
| Швейцарія Swiss Albums (Schweizer Hitparade) | 44              |
| США Billboard 200                            | 24              |